# La Fée aux fleurs
Pour plus de détails, voir Fiche technique et Distribution.
La Fée aux fleurs (ou La Fée des fleurs) est un film muet français à trucs réalisé par Gaston Velle, produit par Pathé Frères, sorti en 1905 (1904 selon Georges Sadoul).

## Synopsis
Une jeune et jolie fille en costume de marquise Pompadour fait pousser des fleurs spontanément à sa fenêtre, à l’aide d’un arrosoir magique.

## Fiche technique
- Titre : La fée aux fleurs
- Titre anglophone (États-Unis) : Flower Fairy
- Réalisation : Gaston Velle.
- Photographie et trucages : Segundo de Chomón
- Société de production : Pathé Frères
- Pays d'origine :  France
- Genre : Film de fantasy, Film à trucs
- Format : Noir et blanc (Colorisation au pochoir) — 35 mm — 1,33:1 — Muet
- Durée : 1 minute 30 secondes
- Dates de sortie :
  - France : 1905
  - États-Unis : 30 septembre 1905

## À noter
- La Fée aux fleurs figure dans le film documentaire La Magie Méliès de Jacques Mény, sorti en 2002.